# Sławomir Majak
Sławomir Bogusław Majak (* 12. ledna 1969, Gidle, Polsko) je bývalý polský fotbalista a reprezentant a současný fotbalový trenér polského klubu Calisia Kalisz (ke květnu 2013). Hrál na postu záložníka nebo útočníka. V roce 1997 získal v Polsku ocenění „Fotbalista roku“.

## Klubová kariéra
Mimo Polska působil ve Švédsku, Německu a na Kypru.

## Reprezentační kariéra
15. listopadu 1995 debutoval v A-mužstvu Polska v kvalifikačním zápase s Ázerbájdžánem (hrálo se v tureckém Trabzonu), utkání skončilo remízou 0:0. Sławomir odehrál první poločas.
Za polský národní tým odehrál v letech 1995–2000 celkem 22 utkání, gól nevstřelil.

## Trenérská kariéra
Trénoval několik polských klubů, např. RKS Radomsko, Concordia Piotrków Trybunalski, Orlicz Suchedniów, Świt Kamieńsk, Lechia Tomaszów Mazowiecki a Czarni Żagań.